# Geoff Keighley
Geoff Keighley (24 juni 1978) is een Canadees presentator en computerspeljournalist. 

## Beschrijving
Hij werd bekend als presentator van het jaarlijkse evenement The Game Awards. Daarvoor presenteerde Keighley ook GameTrailers TV en G4tv.com. Daarnaast is hij een freelance schrijver voor onder meer de website van Kotaku en werkt hij sinds 2017 mee aan de Electronic Entertainment Expo (E3), een op computerspellen gericht evenement in de Verenigde Staten.

## Cameo's
Keighley is een holografisch figuur in het spel Death Stranding. Een masker van zijn gezicht werd toegevoegd in het spel Among Us, en hij had in 2021 een korte rol in de film The Matrix Resurrections.